# Чулкась
Чулка́сь — река в России, левый приток Большого Аниша, протекает по Мариинско-Посадскому району Чувашии.

## Название
Название произошло от чув. чул «камень»; каçă «мостик, брод».

## География
Исток в лесном массиве, в 1 км к северо-западу от д. Эльбарусово. Устье реки находится в 43 км от устья Большого Аниша, в 0,8 км к северу от с. Октябрьское. Длина реки составляет 11 км, площадь водосборного бассейна — 45 км². Коэффициент густоты речной сети 0,7 км/км².

### Притоки
Имеет 6 притоков.

## Данные водного реестра
По данным государственного водного реестра России относится к Верхневолжскому бассейновому округу, водохозяйственный участок реки — Волга от Чебоксарского гидроузла до города Казань, без рек Свияга и Цивиль, речной подбассейн реки — Волга от впадения Оки до Куйбышевского водохранилища (без бассейна Суры). Речной бассейн реки — (Верхняя) Волга до Куйбышевского водохранилища (без бассейна Оки).
Код объекта в государственном водном реестре — 08010400712112100001456.